# Blue Ridge (Texas)
Blue Ridge è un centro abitato degli Stati Uniti d'America, situato nella contea di Collin dello Stato del Texas.

## Geografia fisica
Blue Ridge è situata a 33°17′57″N 96°24′06″W (33.299206, -96.401616).
Secondo lo United States Census Bureau, ha un'area totale di 1,12 miglia quadrate (2,9 km²).

## Società

### Evoluzione demografica
Secondo il censimento del 2010 c'erano 822 persone, 284 nuclei familiari e 210 famiglie residenti nella città. La densità di popolazione era di 733,9 persone per miglio quadrato (283,4/km²). C'erano 323 unità abitative a una densità media di 288,4 per miglio quadrato (111,4/km²). La composizione etnica della città era formata dal 92,60% di bianchi, lo 0,4% di afroamericani, lo 0,7% di nativi americani, il 2,8% di altre razze, e il 3,4% di due o più etnie. Ispanici o latinos di qualunque razza erano il 13,1% della popolazione.
C'erano 284 nuclei familiari di cui il 39,8% aveva figli di età inferiore ai 18 anni, il 54,2% erano coppie sposate conviventi, il 15,5% aveva un capofamiglia femmina senza marito, e il 26,1% erano non-famiglie. Il 22,2% di tutti i nuclei familiari erano individuali e il 21,5% aveva componenti con un'età di 65 anni o più che vivevano da soli. Il numero di componenti medio di un nucleo familiare era di 2,89 e quello di una famiglia era di 3,38.
La popolazione era composta dal 29,4% di persone sotto i 18 anni, il 10,7% di persone dai 18 ai 24 anni, il 29,2% di persone dai 25 ai 44 anni, il 21,8% di persone dai 45 ai 64 anni, e l'8,9% di persone di 65 anni o più. The median age was 32.0 anni. Per ogni 100 femmine c'erano 87,7 maschi. Per ogni 100 femmine dai 18 anni in giù, c'erano 82,4 maschi.
Il reddito medio di un nucleo familiare era di 44.625 dollari, e quello di una famiglia era di 67.250 dollari. I maschi avevano un reddito medio di 31.250 dollari contro i 43.125 dollari delle femmine. Il reddito pro capite era di 19.522 dollari. Circa il 9,8% delle famiglie e il 15,2% della popolazione erano sotto la soglia di povertà, incluso il 25,0% di persone sotto i 18 anni e il 46,8% di persone di 65 anni o più.